# Suore missionarie di Santa Teresa del Bambin Gesù (Xalapa)
Le Suore Missionarie di Santa Teresa del Bambin Gesù (in spagnolo Hermanas Misioneras de Santa Teresita del Niño Jesús de Lisieux; sigla M.S.T.L.) sono un istituto religioso femminile di diritto pontificio.

## Storia
La congregazione fu fondata nel 1939, presso il santuario di Nostra Signora di Guadalupe, da Luis Mendoza, sacerdote della diocesi di Veracruz. Pur essendo sorta nell'arcidiocesi di Città del Messico, la comunità era posta sotto la giurisdizione del vescovo di Veracruz, Manuel Pío López, che la eresse in pia unione il 23 maggio 1940.
Nel 1949 il gruppo di suore che si trovava a Città del Messico passò sotto la giurisdizione dell'arcivescovo del luogo, mentre quelle rimaste alle dipendenze del vescovo di Veracruz furono erette in congregazione religiosa il 19 ottobre 1960.

## Attività e diffusione
Le suore si dedicano all'istruzione e all'educazione della gioventù, alla cura dei malati e all'aiuto ai sacerdoti nelle opere parrocchiali.
La sede generalizia è a Xalapa.
Alla fine del 2015 l'istituto contava 127 religiose in 20 case.